# Editor de codi font

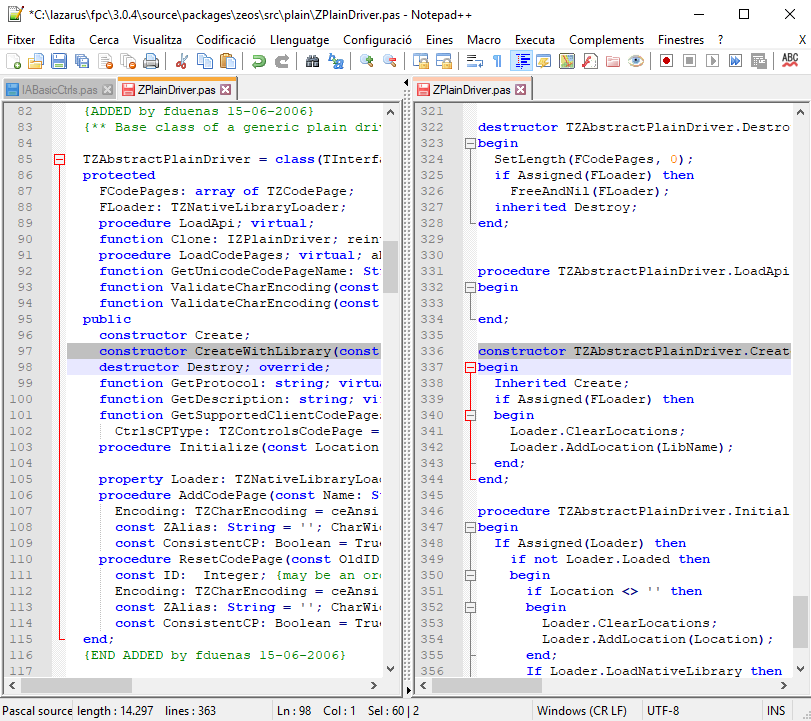
Captura de la pantalla principal d'un editor de codi font (Notepad++) amb la interfície en català.

Un editor de codi font és un editor de text dissenyat específicament per editar codi font de programari. Pot ser una aplicació independent o pot estar integrat en un entorn integrat de desenvolupament (IDE) o en un navegador web. Els editors de codi font són una eina de programació fonamental, ja que el treball fonamental dels programadors és escriure i editar el codi font. Tots disposen d'un ressaltat de sintaxi.

## Exemples
- Per a Unix: Emacs, Kate
- Per a Microsoft Windows: Notepad++, PSPad.
- Multiplataforma: Atom, Gedit, jEdit, Vim.